# Recessie

Wereldkaart met de groei van het bruto binnenlands product in 2009. (bruin = recessie)

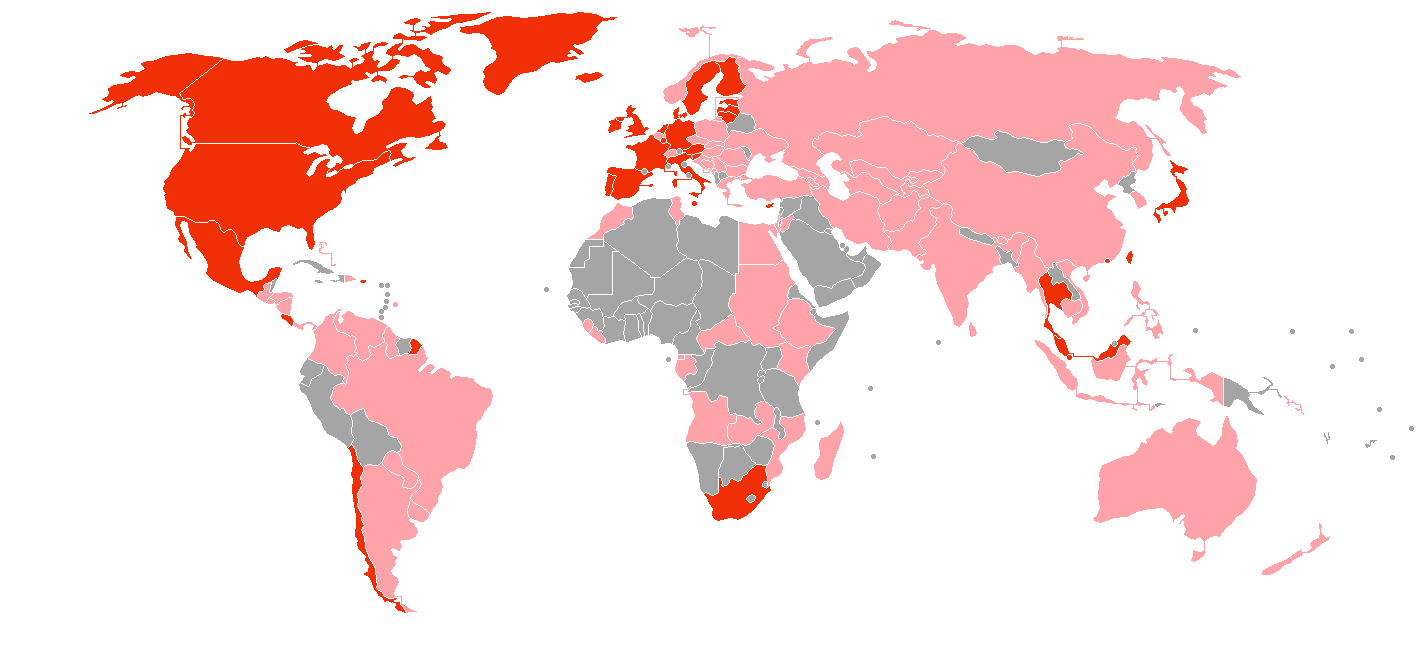
Kleurenschema:
Landen zwaar getroffen door de recessie van 2008
Ernstig getroffen landen

Recessie betekent letterlijk 'teruggang' of 'terugval'. In de economie betekent dit dat de economische groei daalt en lager is dan gemiddeld. In de praktijk wordt meestal van een recessie gesproken als de groei van het bruto nationaal product gedurende twee of meer opeenvolgende kwartalen negatief is. Wanneer de productie van een economie langdurig en sterk daalt, is er sprake van een depressie.
In de conjunctuurbeweging van een economie is de recessie onderdeel van een laagconjunctuur. Een variant is de balansrecessie waarbij de groei afneemt door een sterke daling in de waarde van activa, zoals grond, onroerend goed of effecten, en particulieren en bedrijven de schulden fors gaan reduceren ten koste van de consumptie en investeringen.
Ten gevolge van een recessie vinden vaak reorganisaties en meer ontslagen plaats bij bedrijven. Er wordt minder geld uitgegeven aan extra scholing, en er kunnen bedrijven failliet gaan. Het landelijke werkloosheidscijfer kan hierdoor stijgen. Bij een recessie kan bij de overheidsfinanciën een financieringstekort ontstaan of sterk oplopen, omdat de belastinginkomsten teruglopen en de overheidsuitgaven stijgen.

## Recessies in Nederland
In Nederland wordt door het Centraal Planbureau de definitie gehanteerd dat er sprake is van een recessie als er twee of meer opeenvolgende kwartalen met economische krimp zijn. Nederland heeft sinds de jaren 30 van de twintigste eeuw 5 duidelijke recessies gekend:
- 2023 (Eerste en tweede kwartaal): Een milde krimp als gevolg van verminderde consumentenuitgaven, teruglopende export en renteverhogingen door de ECB die als doel hadden de inflatie te beteugelen.
- 2020 (Eerste kwartaal t/m eerste kwartaal 2021): Een zeer diepe daling in de economie. Deze is ontstaan door de coronapandemie.[2][3]
- 2008-2009 (tweede kwartaal 2008 tot en met 2009): De grootste krimp ooit, ten gevolge van de kredietcrisis, die half 2007 in de Verenigde Staten zichtbaar werd. (zie Recessie in Nederland ten gevolge van de kredietcrisis). De staatsschuld steeg in 2008: van 43% bruto nationaal product (bnp) vanaf 2007 naar 90,9% overheidsschuld van bnp eind 2014 door onder andere steun aan de bancaire sector (zoals de Fortis Bank van 44 miljard euro) en investeringen in onder andere de infrastructuur. De AEX-index daalde in 2008 van 515 punten op 1 januari naar 246 punten op 31 december, een jaarrendement van -52%.[4]
- 1981-1982 (tweede / derde kwartaal 1980 tot halverwege 1983): hoge inflatie, een sterk gestegen werkloosheid en grote overheidstekorten van 10% per jaar en dientengevolge een sterk oplopende staatsschuld. De werkloosheid steeg extreem snel: van 5,1% in 1979 naar 17,0% in 1983 of in absolute getallen van beneden de 200.000 in maart 1980 (/juni 1980) naar 801.000 in 1983. De productie nijverheid daalde met 6,5%-punt, van +3,0% in 1979 naar -1,0% in 1981 en naar -3,5% in 1982. Deze crisis volgde na de tweede oliecrisis in het vierde kwartaal van 1979. Met een krimp van respectievelijk -0,8% en daarbovenop nog eens -1,2% waren 1981 en vooral 1982 slechte jaren. Na de huizenprijzenpiek van 1978/1979, daalden de huizenprijzen tussen 1979/1980 en 1982 met 30% en de spaarrentes en hypotheekrentes bereikten een historische hoogte van 10% tot 12% in 1980 en 1981. De goudprijs had in januari 1980 een piek van $875 per ounce bereikt na de economische hausse/hoogconjunctuur (periode 1976-1979). De goudprijs zakte in 1982 tot beneden de $300 per ounce. De crisis van begin jaren tachtig in Nederland was niet zozeer een productieve en consumptieve crisis, maar werd vooral gekenmerkt door daling van de huizenprijzen met 30%, extreem hoge hypotheekrentes en spaarrentes tot 12%, en door een verviervoudigde werkloosheid. De productie en consumptie lieten een vrij beperkte daling zien. Japan groeide zelfs nog een klein beetje: +1,0% in 1981 en +0,5% in 1982.
- 1974-1975 (vierde kwartaal 1973 tot en met eerste kwartaal 1976): ten gevolge van de in oktober 1973 begonnen eerste oliecrisis; olieboycot door Arabische landen speciaal tegen de Verenigde Staten en Nederland gericht. Ernstigste recessie tot dan toe sinds 1929-1939, en ernstigste crisis sinds 1940-1945; krimp van -3% in 1975 (enkele andere landen werden nog veel ernstiger getroffen: Japan kromp met -4% in 1974 en daarbovenop nog eens met -11% in 1975, de Verenigde Staten, Frankrijk en Italië krompen in 1975 ieder met -9%, de groei in België bedroeg in 1975 -10%. Ook Groot-Brittannië kende negatieve groei: -1,5% in 1974 en daarbovenop nog eens -6,0% in 1975. De groeicijfers in de Bondsrepubliek Duitsland bedroegen in 1974 -1,5% en in 1975 -5,5%). Vooral een productieve en consumptieve crisis. Geen al te extreem gestegen werkloosheid in Nederland, maar toch nog een veranderhalfvoudiging: van 3,3% in 1974 naar 5,1% in 1975.
- 1929-1939: Grote Depressie. Ernstigste financiële crisis ooit.

Hiernaast waren er ook vijf zeer milde recessies:
- 2012 (3e en 4e kwartaal): krimp van -1,0% respectievelijk -0.2% ten opzichte van het kwartaal ervoor: de 3e achtereenvolgende periode van krimp binnen 5 jaar, sinds 1 april 2008. In heel 2012 kromp de economie met -0.9% ten opzichte van het 4e kwartaal van 2011. Wel zeer positief was de stijging van de export in 2012 met +3,2%. De uitvoer van aardgas, aardolieproducten en chemische fabricaten was in het 4e kwartaal significant hoger. De industriële productie handhaafde zich op het niveau van 2011. De chemische en farmaceutische industrie, evenals de delfstoffenwinning (aardgas), groeiden stevig. De overige industrie leed productieverlies. In de bouw was een daling van -9,0% in het 4e kwartaal van 2012. De huishoudelijke consumptie in  2012 daalde met -1,4% ten opzichte van 2011. De consumptie door huishoudens kromp in heel 2012 (en in bijna heel 2011). De investeringen in 2012 krompen met -4,7% ten opzichte van 2011, toen de investeringen nog stegen. In het 4e kwartaal van 2012 waren er 93.000 banen minder dan in het 4e kwartaal van 2011. Gemiddeld over 2012 was het aantal banen 63.000 lager dan gemiddeld over heel 2011.
- 2011: (raming)[5] als gevolg van de Europese staatsschuldencrisis. Sinds 1 juli 2011 (begin derde kwartaal 2011) verkeert Nederland in een milde recessie, werd half februari 2012 bekend.
- 2001-2004 (begin 2001 tot halverwege 2004): na het uiteenspatten van de internetzeepbel in februari 2000 en na de aanslagen op de Twin Towers in New York op 11 september 2001. De AEX-index daalde van 703 punten op 4 september 2000, naar 218 punten op 12 maart 2003, een rendement van -69% in 2,5 jaar.
- 1991-1993.
- 1958: Lichte recessie, na een sterke economische opleving van de wederopbouw. Het bruto binnenlands product kromp toen met 1 procent.